# Orivesi
Orivesi è una città finlandese di 8935 abitanti, situata nella regione del Pirkanmaa.

## Geografia
Orivesi ha più di 350 laghi. Il paesaggio di Orivesi è in gran parte dominato dal lago Längelmävesi, che rappresenta la più importante base idrica della zona. Anche l'estremità nord-orientale del lago Vesijärvi ricade nell'area di Orivesi. Alcuni dei laghi nella parte occidentale di Orivesi sono collegati al lago Näsijärvi.
I crinali più alti del paese, che si estendono oltre i 200 metri sul livello del mare, si trovano a nord-ovest vicino ai confini territoriali delle città di Tampere e Ruovesi. L'altitudine media del territorio è di 100–150 metri.

## Amministrazione

### Gemellaggi
- Puškino (Oblast' di Mosca)